# Grabia
Grabia este o arie protejată (sit de importanță comunitară — SCI) din Polonia întinsă pe o suprafață de 1.670,48 ha, integral pe uscat.

## Localizare
Centrul sitului Grabia este situat la coordonatele 51°31′41″N 19°00′54″E / 51.528°N 19.0149°E.

## Înființare
Situl Grabia a fost declarat sit de importanță comunitară în octombrie 2009 pentru a proteja 11 specii de animale.

## Biodiversitate
Situată în ecoregiunea continentală, aria protejată conține 3 habitate naturale: Lacuri eutrofice naturale cu vegetație de tip Magnopotamion sau Hydrocharition, Fânețe de joasă altitudine (Alopecurus pratensis, Sanguisorba officinalis), Păduri aluvionare cu Alnus glutinosa și Fraxinus excelsior (Alno-Padion, Alnion incanae, Salicion albae).
La baza desemnării sitului se află mai multe specii protejate:
- amfibieni (1): buhai de baltă cu burta roșie (Bombina bombina)
- mamifere (2): castor (Castor fiber), vidră de râu (Lutra lutra)
- nevertebrate (4): libelule (Leucorrhinia pectoralis), fluturele purpuriu (Lycaena dispar), Ophiogomphus cecilia, Unio crassus
- pești (4): zvârluga (Cobitis taenia), Eudontomyzon mariae, cicar (Lampetra planeri), țipar (Misgurnus fossilis)